# Bálint Balassi
Bálint Balassi o Balassa (Zvolen, 20 ottobre 1554 – Esztergom, 30 maggio 1594) è stato un poeta ungherese, fondatore della moderna lirica del suo Paese.

## Biografia
È considerato il primo autore originale e universale della letteratura ungherese, oltre che il primo scrittore del genere erotico del suo Paese. Compose per lo più in lingua ungherese ma anche, qualche opera, in lingua turca.
Di origine nobile, ricevette l'educazione e la formazione culturale dal precettore Péter Bornemisza e da sua madre.
Come primo lavoro eseguì una traduzione dell'opera di Michael Bock intitolata Wurlzgertlein für die krancken Seelen, scritta per confortare il padre in esilio.
Accompagnò il padre, dopo la sua riabilitazione, presso la corte, e presenziò anche alla cerimonia di investitura della "dieta" avvenuta nel 1572 a Presburgo, capitale del regno d'Ungheria.
Lui stesso imbracciò le armi e combatté i turchi, raggiungendo il grado di ufficiale, e di responsabile della fortezza di Eger, situata nel nord-est del territorio magiaro. In questa zona si innamorò perdutamente, senza esserne ricambiato, di Anna Losonczi, figlia del capitano, a cui dedicò i suoi primi versi. 
Nel 1574 Bálint venne inviato in un'ennesima campagna di guerra contro Stefano I Báthory, futuro re di Polonia; ma le sue truppe furono intercettate e lui stesso venne catturato e fatto prigioniero per circa due anni. 
Sposò la cugina Krisztina Dobó, durante l'anno 1584 e questo matrimonio rappresentò il punto di partenza di una serie di disavventure, causate anche dalle persecuzioni religiose, reciprocamente inferte tra i cristiani e i musulmani.
Nel 1589 ricevette l'invito di recarsi in Polonia per la guerra contro i turchi.
Morì di ferite ricevute durante l'assedio di Esztergom il 30 maggio 1594.

## Opere e contenuti
Fondamentalmente i poemi di Balassi sono suddivisibili in quattro gruppi: a sfondo religioso, patriottico, amoroso-sentimentale e riadattamenti dal latino e dal tedesco.
Alla tradizione della lirica amorosa ungherese e a quella popolare dell'Europa centrale, Balassi aggiunse una buona conoscenza della lirica latina e italiana.
Le tematiche basilari, o comunque sullo sfondo, presenti nelle opere dell'autore furono le continue guerre contro l'invasore turco, l'assolutismo asburgico e le istanze di indipendenza, i contrasti fra i cattolici e i protestanti, dissidi fra fazioni politiche e fra famiglie, l'esilio e l'eroismo bellico, la prigionia, il vagabondaggio e la frivolezza dei salotti aristocratici, le peripezie dei soldati di confine.
Tra le opere più apprezzate vi sono quelle erotiche, che per molto tempo circolarono di nascosto a causa dello spirito puritano dell'epoca e solamente nel 1874 poterono essere stampate..
Balassi scrisse anche trattati religiosi e una commedia pastorale.
Balassi fu l'inventore di una strofa che porta il suo nome, formata da una sequenza del tipo "a a b c c b d d b".